# Honorowi obywatele Grodziska Wielkopolskiego
| Honorowy Obywatel   | Data nadania     |
| ------------------- | ---------------- |
| Zbigniew Dzudziński | sierpień 1991    |
| Adam Milczyński     | kwiecień 1994    |
| Zbigniew Drzymała   | czerwiec 1997    |
| Hanna Suchocka      | październik 1997 |
| Stanisław Stec      | maj 1998         |
| Herman Cooremans    | maj 2000         |
| Włodzimierz Łęcki   | maj 2003         |
| Henryk Nowak        | maj 2003         |
| Rolf Heise          | maj 2003         |
| Michel Gautier      | maj 2003         |
| Frank Wilryck       | maj 2003         |
| Wojciech Witkowski  | grudzień 2003    |
| Bogusław Kaczmarek  | grudzień 2003    |
| Dušan Radolský      | grudzień 2003    |
| Andrzej Nowakowski  | luty 2004        |
| Stefan Mikołajczak  | luty 2004        |
| Hans-Dieter Krösche | czerwiec 2006    |
| Przemysław Smulski  | marzec 2007      |
| Wojciech Jankowiak  | marzec 2007      |
| Czesław Klasiński   | czerwiec 2008    |
| Stanisław Kalemba   | czerwiec 2008    |
| Fred De Backer      | czerwiec 2008    |